# Fruchtgallon
Fruchtgallon war ein badisches Volumenmaß für Frucht und Steinkohlen. Am 10. November 1810 wurden die metrischen Maße und Gewichte angenähert eingeführt, am 1. Juli 1829 genauer bestimmt und ab 1831 alle alten Maße mit einzelnen Ausnahmen (Apotheker und Münzgewicht) verboten.
- 1 Fruchtgallon = 225,3405 Pariser Kubikzoll = 4,47 Liter
- 8 Fruchtgallon = 1802,72 Pariser Kubikzoll = 1 Scheffel (bad.)